# Nicota Bayeux
Nicota Bayeux Benain (Campinas, 1870 — Campinas, 22 de agosto de 1923) fue una pintora brasileña.

## Biografía
Nació en Campinas en 1870.  Fue alumna del pintor Carlo de Servi. Estudió pintura en París, en la Academia Julien. La pintora vivió en un contexto histórico de cambios para las mujeres de las clases pudientes, que tuvieron acceso a nuevas oportunidades de educación y profesionales. Esta "mujer moderna" era entendida por muchas personas en la sociedad como una figura ambigua, admirada por su cosmopolitismo, y temida por aquellas que la percibían como una amenaza a las tradiciones. Participó en la primera y segunda ediciones de la Exposición Brasileña de Bellas Artes, en São Paulo, en 1911 y 1912.
Con el inicio de la Primera Guerra Mundial, regresó definitivamente a Brasil, exponiendo sus obras en Río de Janeiro. Tuvo éxito con la pintura Coeur Meurtri (Corazón herido), que muestra una figura femenina peculiar y ambigua.

## Reconocimientos
Existe una calle con su nombre en su ciudad natal.